# Катастрофа Ил-14 под Нижними Крестами
Катастрофа Ил-14 под Нижними Крестами — авиационная катастрофа, произошедшая во вторник 18 сентября 1962 года в районе поселения Нижние Кресты (в настоящее время посёлок Черский, ЯАССР) с самолётом Ил-14 (по другим данным — Ил-14М) компании Аэрофлот, при этом погибли 32 человека.

## Самолёт
Ил-14 (Ил-14М) с заводским номером 146000929 и серийным 09-29 был выпущен заводом «Знамя Труда» (Москва) в 1956 году, после чего был продан Главному управлению гражданского воздушного флота. Авиалайнер получил бортовой номер СССР-Л1628 и был сперва направлен во Внуковский авиаотряд Московского территориального управления авиации (МУТА). С 31 октября 1958 года уже с бортовым номером CCCP-61628 авиалайнер эксплуатировался в 185-м (Магаданском) авиаотряде Магаданской отдельной авиагруппы гражданской авиации. Всего на момент катастрофы он имел наработку 9868 лётных часов.

## Экипаж
- Командир воздушного судна — Гикало Виктор Андреевич
- Второй пилот — Юдаев Юрий Иванович
- Бортмеханик — Дорошко Анатолий Максимович
- Бортрадист — Боровский Антон Иосифович
- Штурман — Иншаков Григорий Данилович

## Катастрофа
Экипаж выполнял регулярный пассажирский рейс 213 из Магадана в Билибино с промежуточными посадками в Сусумане, Зырянке и Нижних Крестах. 14 сентября рейс 213 вылетел из Магаданского аэропорта и вскоре приземлился в Сусуманском аэропорту (Берелёх). В регионе на тот момент были плохие погодные условия, в том числе и на маршруте полёта, поэтому вылет был задержан. 15 сентября в 00:10 авиалайнер вылетел из Сусумана и вскоре приземлился в Зырянском аэропорту. Аэропорт Нижние Кресты из-за непогоды был закрыт, в связи с чем экипаж и пассажиры были вынуждены остаться в Зырянке до 17 сентября. После открытия Нижнекрестовского аэропорта самолёт вылетел из Зырянки и уже 18 сентября в 03:50 произвёл посадку в Нижних Крестах. На сей раз стоянка в ожидании открытия следующего аэропорта назначения (Билибино) заняла всего 2 с половиной часа. В 06:20 Ил-14 с 5 членами экипажа и 27 пассажирами (24 взрослых и 3 детей) вылетел из Нижних Крестов в северном направлении (курс 305°).
По указанию руководителя полётов (РП), рейс 213 должен был следовать в Билибино по правилам визуальных полётов на высоте 600 метров, что ниже облаков, и по обходному маршруту — вдоль долины реки Малый Анюй. Согласно прогнозу погоды, на данном маршруте ожидалась сплошная слоисто-кучевая облачность высотой 600 метров (фактическая — 700 метров), слабый снег и слабое обледенение. Однако экипаж после вылета и набора высоты не повернул на обходной маршрут, а направился сразу напрямую в Билибино — через горный массив Белая Стрелка. В 06:32 летящий по курсу 180° на высоте 800 метров в облаках Ил-14 в 46 километрах юго-юго-восточнее аэропорта вылета врезался в заснеженный склон горы высотой 975 метров. Ударившись плашмя о склон, авиалайнер продвинулся несколько вперёд, при этом полностью разрушившись, и загорелся. Все 32 человека на борту погибли.

## Причины
По мнению комиссии, виновниками катастрофы стали командир экипажа, который самовольно изменил маршрут полёта и следовал в облаках, при этом находясь ниже безопасной высоты для данной местности, а также руководитель полётов, который никак не контролировал полёт рейса 213 с помощью имеющихся радиотехнических средств. Сопутствовало катастрофе то, что руководство Магаданского авиаотряда не контролировало работу своих экипажей, а авиадиспетчеры в аэропорту Нижние Кресты плохо руководили полётами. Также на выданном экипажу бланке были исправлены время действия прогноза и высота облачности, но при этом не сделано никаких оговорок.

### Комментарии
1. ↑  Здесь и далее указано Московское время (UTC+03:00).
2. ↑  Требуется уточнение, так как и массив Белая Стрелка, и город Билибино находятся к востоку от Черского (быв. Нижние Кресты)